# 德奧合併

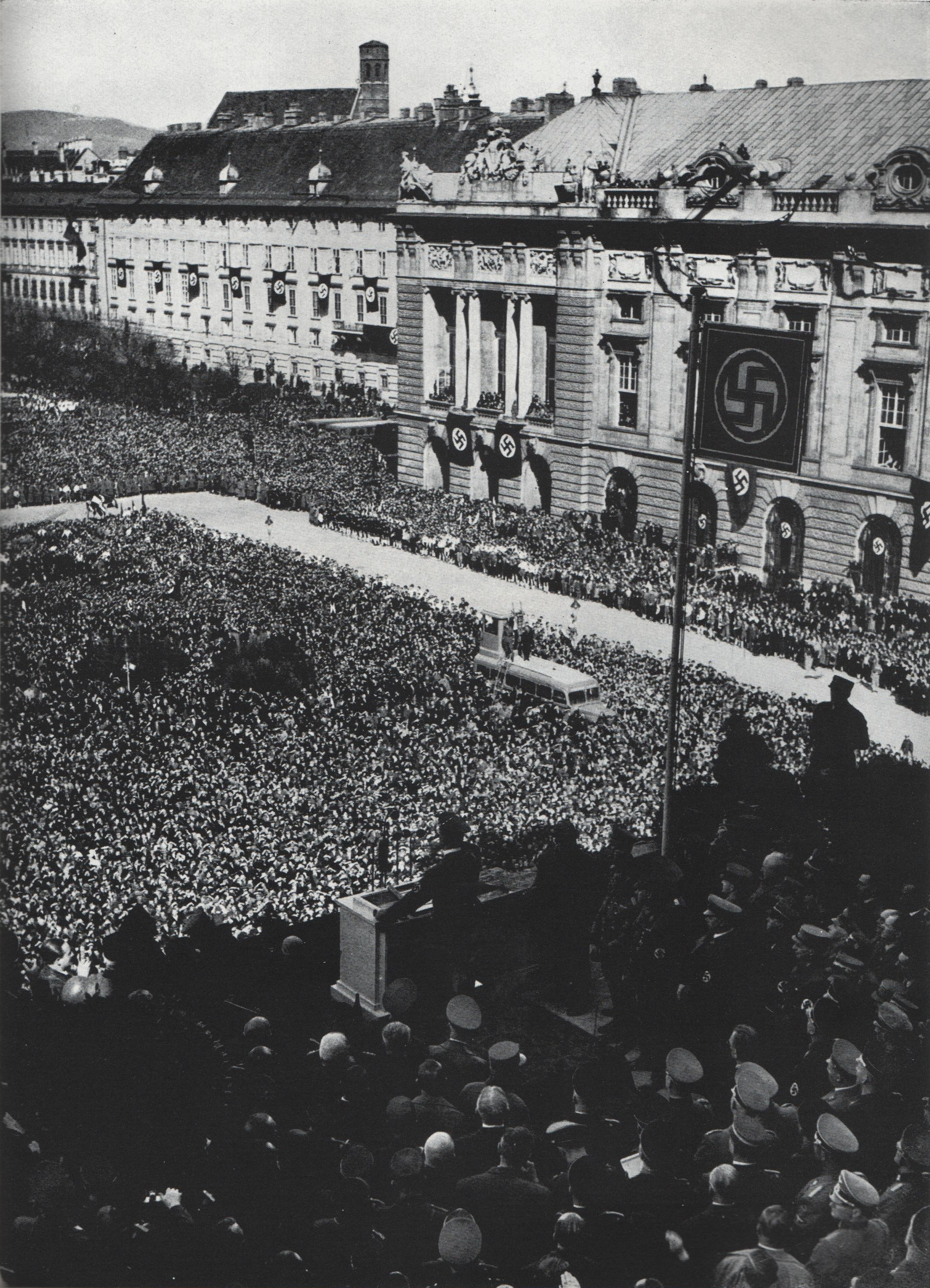
奧地利公民聚集在維也納英雄廣場聆聽德国元首希特勒宣告德奧合併

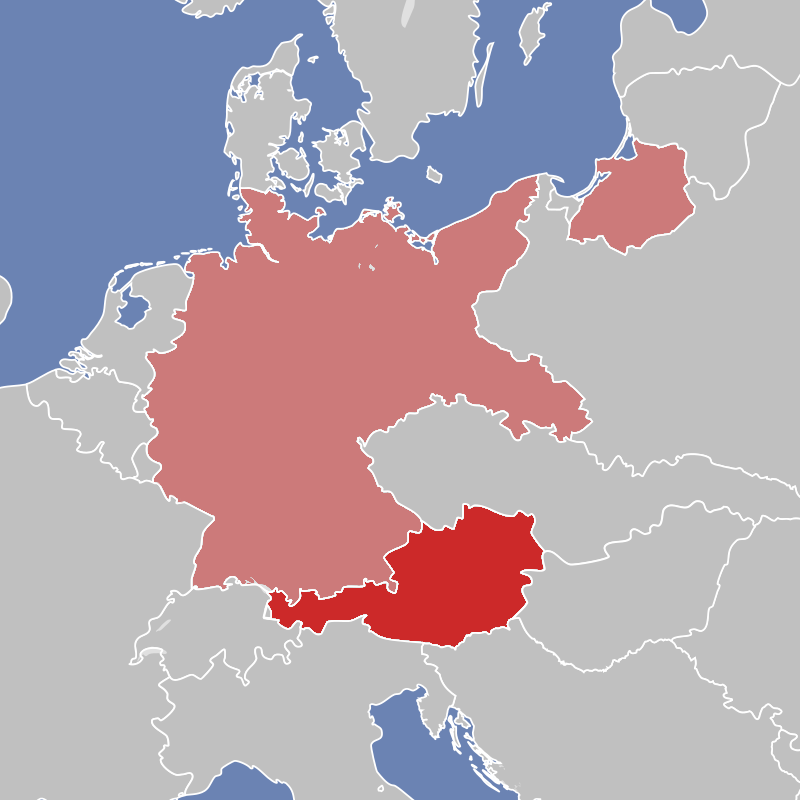
并入德国的奥地利（1938年3月12日後）

德奥合併（意指联合或政治联盟，也称为；同样指德奥合併），是1938年3月13日德意志国合併奧地利聯邦國，组成大德意志的事件。德奥合併期間沒有發生衝突，一个历史渊源是，奥地利和德国实际上同为日耳曼民族为主体组建的两个国家，都講德意志語，且主体曾经同属于神圣罗马帝国，因此当时的“统一”（合并）思潮能较容易地得到德奥两国公民的响应。
德奥合并（奥地利和德国统一，形成“大德意志”）的想法始于1871年德意志统一，这次统一将奥地利和德意志奥地利人排除在普鲁士统治的德意志帝国之外，而奥地利德意志人则和匈牙利人一起领导多民族的奥匈帝国。第一次世界大战结束战争后奥匈帝国的垮台，1918年，新成立的德奥共和国试图与德国结盟，但《圣日耳曼条约》（1919年9月10日）和《凡尔赛条约》（1919年6月28日）禁止德奥聯合體和继续使用“德意志奥地利”（Deutschösterreich）这个名称，同时剥夺了原屬奥地利帝國的部分德意志人定居领土，例如苏台德地区。
在德奥合并之前，奥地利和德国都强烈支持两国的统一。哈布斯堡王朝逊位后不久，奥地利成为一个破碎的残余，被剥夺了几个世纪以来它统治的大部分领土，并经历了严重的经济危机，与德国统一的想法似乎对许多公民也很有吸引力。政治左派和中间派，例如著名的社会民主党领袖奥托·鲍尔在战后立即担任奥地利外交部长，他强烈支持奥地利与德国的联盟。对与德国统一的支持不是政治性的，而是主要来自于这样的信念：奥地利被剥夺了帝国的土地，在经济上无法生存。然而随着时间的推移，民众对统一的支持逐渐消失，尽管它仍然是当代奥地利政治话语中的一个概念。
但1933年之后，当阿道夫·希特勒在德国掌权后，统一的愿望可以与纳粹等同，对纳粹来说，统一是纳粹回归帝国概念的一个组成部分，该概念试图将尽可能多的德意志民族（Volksdeutsche）纳入其中，尽可能成为“大德意志”。纳粹德国的特工在奥地利培养了支持统一的倾向，并试图破坏由奥地利法西斯祖国阵线控制的奥地利政府。1934年的一次未遂政变中，奥地利总理恩格尔伯特·多尔弗斯被奥地利纳粹暗杀。政变的失败促使许多奥地利纳粹头目流亡德国，在那里他们继续为两国的统一而努力。
1938年初，迫于支持统一的活动人士越来越大的压力，奥地利总理库尔特·舒施尼格宣布将于3月13日举行全民公投，决定与德国结盟还是维持奥地利主权。希特勒将此描述为违背奥地利和德国民众的意愿，威胁入侵并秘密施压舒士尼格辞职。3月12日，在计划举行的公投前一天，德国人在没有遭到奥地利军队抵抗的情况下越过边境进入奥地利。4月10日举行公民投票，投票不保密，并通过威胁和胁迫手段操纵投票，结果最终德奥合并的支持率为99.7%。在吞并奥地利之后，第三帝国于又在1938至39年相继吞并了苏台德和梅梅尔地区，紧接着便是第二次世界大战的爆发。
德奥合并导致奥地利社会被深度和德国捆绑，奥地利作为一个独立国家的存在自此终止，1945年被苏联红军攻下后被军事占领，直到1955年《奥地利国家条约》签订后才完全恢复主权。

## 歷史背景

### 德意志統一
神圣罗马帝国在1806年灭亡后，人们一直为建立一个统一德国之建议争论不休。奥地利想要一个大德意志方案（Großdeutsche Lösung）甚至于大奧地利方案，德国各邦将在奥地利人尤其是哈布斯堡王朝的领导下团结起来。该解决方案将包括所有德意志国家（包括奥地利的非德意志地区，如達爾馬提亞和匈牙利），但普鲁士将不得不接受其次要角色。这场被称为普奧二元的争论主导了19世纪中叶的普鲁士-奥地利外交和德国各邦的政治。
1866年奥普战争以普鲁士大败奥地利及其盟友、兵临维也纳城下告终，由此彻底终结了普鲁士-奥地利对抗以及哈布斯堡在德意志邦国内持续数百年的领导地位，从而将奥地利帝国和奥地利的德意志人排除在「小德意志」之外。普鲁士首相奥托·冯·俾斯麦组建了北德意志邦联，除德意志聚居地西南部的少数几个州外，其余大部分德意志邦国都包括在内，进一步扩大了普鲁士王国的势力。俾斯麦利用普法战争（1870-71年）期间激发的民族热情，吸引德国西南部各邦（包括亲奥地利的天主教巴伐利亚王国）站在普鲁士一边，一致对抗法兰西第二帝国。由于普鲁士的压倒性胜利，1871年，基于俾斯麦和普鲁士领导的小德意志（Kleindeutsch）——德意志第二帝国——在凡尔赛宫鏡廳宣告成立，而这将奥地利排除在外。除了确保普鲁士统治统一的德国之外，将奥地利排除在外还确保了德国的主体将是新教徒而不是天主教徒。
1867年的奥匈妥协，规定了双重君主制，即奥地利帝国和匈牙利王国共同团结在弗朗茨·约瑟夫一世的领导下。这个多元化帝国的奥匈帝国统治包括各种不同的种族群体，包括匈牙利人、斯拉夫民族的克罗地亚人、捷克人、波兰人、俄罗斯人、塞尔维亚人、斯洛伐克人、斯洛文尼亚人和乌克兰人，以及由少数德意志人统治的意大利人和罗马尼亚人。帝国造成了各族群之间的紧张关系。许多奥地利德意志人效忠于德国和俾斯麦，佩戴奥地利学校暂时禁止的标志，并主张解散帝国以允许奥地利重新加入德国，就像1815年德意志邦联期间那样。尽管许多奥地利人支持泛日耳曼主义，但其他许多人仍然效忠于哈布斯堡君主，并希望奥地利保持独立。

### 第一次世界大戰後
第一次世界大战，德国与奥匈帝国双双失败，并在1918年11月成立新的德意志奥地利共和国。不过即便如此，奥地利的精英群体和民众都赞成与德国结成某种形式的联盟。诸如蒂罗尔、萨尔茨堡等地区的公投结果也显示当地人几乎全部赞成与德国统一。不过聖日耳曼-萊昂條約明确禁止德国与奥地利合并，即便该条约实际上违反了威尔逊所提出的民族自决原则。在同意捷克、波兰等国家独立的同时，协约国却反对德国跟奥地利的民族自决，显然处于自身利益考虑，英法等国非常畏惧合并之后新德国的力量。
德國元帥和一戰中的實權人物埃里希·鲁登道夫于1918年10月14日写信给德国联邦外交部，谈到与奥匈帝国的德意志地区进行合并的可能性，因为它的解散消除了该国众多民族的问题。国务大臣威廉·索尔夫反对该提议，称它“将为协约国提供要求领土补偿的理由”。在巴黎和会期间，法国人试图禁止奥地利和德国结盟，法国外交部长斯蒂芬·皮尚表示，他们“必须看到德国没有机会通过利用留在国外的奥地利人口来重建实力捷克斯洛伐克、波兰和南斯拉夫”。《凡尔赛条约》第80条规定：“德国承认并将严格尊重奥地利的独立，在该国与主要同盟国和相关国之间的条约可能确定的边界内；她同意这种独立性是不可剥夺的，除非得到国际联盟理事会的同意。”
1918年之后残存的德意志-奥地利共和国的精英和大众舆论在很大程度上赞成与德国建立某种联盟。奥地利临时国民议会起草了临时宪法，规定“德意志奥地利是民主共和国”（第1条）和“德意志奥地利是德意志共和国的组成部分”（第2条）。后来在德国边境省份蒂罗尔和萨尔茨堡举行的公民投票中，分别以98%和99%的民众支持与魏玛共和国统一。协约国后来禁止进一步的公民投票。然而埃里希·别尔卡（Erich Bielka）指出，公民投票受到选举舞弊和选民操纵的损害，因此没有反映当时奥地利的普遍观点：
除了大规模的宣传活动和不可忽视的德意志帝国影响之外，“Ja”（是）选票被预先印制并在投票站提供，选票将交给选举官员，这破坏了选民的机密性。此外，选民资格规则是自由构想的，因此容易被滥用。不仅那些登记参加1920年10月选举的人被允许投票，而且那些在1921年4月之前登记自己居住在蒂罗尔州的人也被允许投票，也就是说，在投票前不到两周，就像所有那些居住在蒂罗尔州的蒂罗尔人一样在州外；甚至从巴伐利亚租了一列火车来减轻“回家”旅行的经济负担。
在禁止合并后，奥地利和德国的德国人都指出民族自决原则存在矛盾，因为条约未能赋予德国以外的德意志人（如德国奥地利人和苏台德德国人）自决权德意志帝国德国魏玛宪法的起草者雨果普鲁斯批评了防止德奥合并的努力；他认为这一禁令与威尔逊的人民自决原则相矛盾。
魏玛共和国和奥地利第一共和国的宪法都包含了统一的政治目标，得到了各方的广泛支持。在1930年代初期，奥地利政府希望在1931年与德意志共和国建立关税同盟。然而最终地方爱国主义比泛德国情绪更强烈。在奥地利帝国，每个克朗领都有自己的职能政府，并享有维也纳相当程度的自治权，“每个克朗领都在寻找自己的首都”。根据乔迪·曼宁的说法，1919年与德国统一的想法在奥地利人口中并没有受到压倒性的欢迎，这也是为什么没有举行全国公投的原因之一，甚至在协约国禁止公投之前：
尽管最初的统计数据令人信服，但总体而言，合格的大多数奥地利人是否会支持与德国合并似乎值得怀疑。从现有的稀少证据来看，支持德奥合并的运动似乎只能希望在全民投票中获得微弱多数，而不是必要的75%，而且德奥合并的支持者在1919年的人数不超过50人口的百分比。甚至社会民主党领袖奥托·鲍尔也不得不承认，资产阶级和农民都希望“一个独立的奥地利完全能够过自己的民族生活”。更有说服力的是鲍尔承认，由于保守派对德奥合并的强烈反对，以及大多数人投票反对德奥合并的真实可能性，社会党不敢在1919年举行公投。
1927年，法国人试图通过将奥地利纳入多瑙联邦来阻止德奥合并。德国外交部长古斯塔夫·施特雷泽曼反对，因为他认为这是重建奥匈帝国的尝试，并提出与奥地利建立关税同盟。然而德奥合并的反对者奥地利总理伊格纳兹·塞佩尔拒绝了这一提议。1929年，约翰内斯·舒博取代塞佩尔，后者奉行亲德政策，并试图组建关税同盟。然而一场政治危机导致肖伯尔失去权力，塞佩尔以外交部长的身份重返政府。谈判在奥托·安德成为总理后重新开始，并于1931年3月5日与德国外交部长朱利叶斯·库蒂乌斯敲定，然后于3月18日获得德国批准。法国反对关税同盟，称这违反了《圣日耳曼昂莱条约》第88条。

## 希特勒掌权

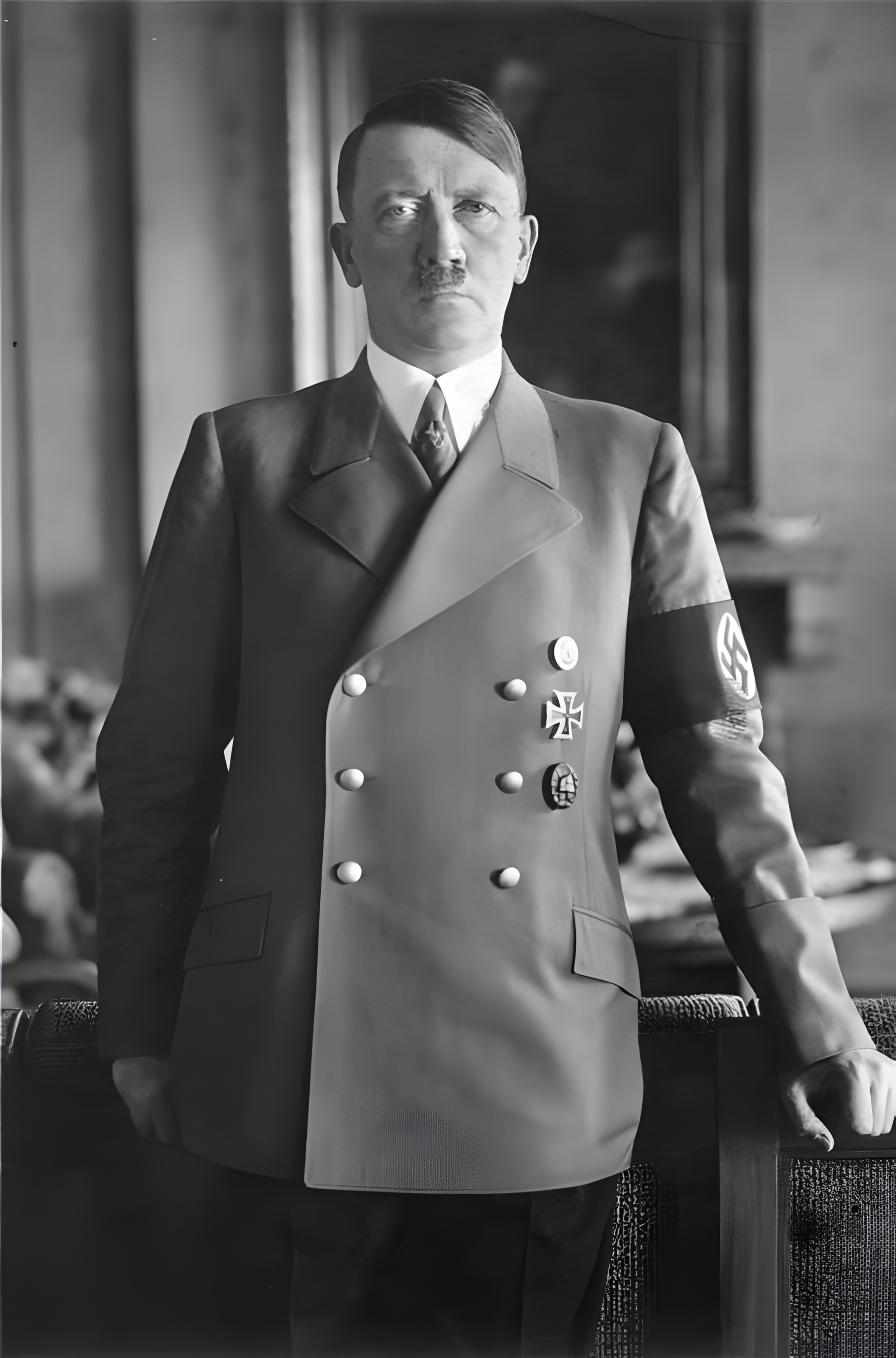
希特勒出生于奥地利紧邻巴伐利亚的边境小城因河畔布劳瑙，他在《我的奋斗》中这样写道：“我認為這是我命運的標誌，命運將我安排在因河畔布勞瑙作為我的出生地，因為這個小鎮位於兩個德意志蘭（Deutschland）的邊界，這兩個國家的統一至少對我們當中的年輕人來說，是一項畢生的事業，值得我們用一切必要的手段去爭取完成。」

希特勒出生时是奥地利籍德意志人，在很小的时候就接受了他的德国民族主义思想。在渗透德国工人党（DAP）期间，希特勒卷入了与来访者鲍曼教授的激烈政治争论，鲍曼教授提议巴伐利亚脱离普鲁士，与奥地利建立一个新的南德意志国家。在激烈地攻击这个人的论点时，他用他的演讲技巧给其他党员留下了深刻的印象，据希特勒说，“教授”离开大厅时承认了明确的失败。安东德雷克斯勒对希特勒印象深刻，邀请他加入民主行动党。希特勒于1919年9月12日接受，成为该党的第55位成员。在成为DAP的领导人后，希特勒于1920年2月24日向人群发表讲话，为了吸引更广泛的德国民众，DAP更名为国家社会主义德国工人党（NSDAP）。
1920年国家社会主义纲领的第一个要点是：“我们要求在人民自决权的基础上统一大德国的所有德国人。”希特勒在1921年的一篇文章中指出，德意志帝国的唯一任务是“将一千万德意志-奥地利人纳入帝国并推翻哈布斯堡王朝，这是有史以来最悲惨的王朝。”纳粹旨在重新统一所有出生在德意志帝国或居住在德意志帝国之外的德国人，以创建一个“泛德意志帝国”。希特勒在《我的奋斗》（1925）中写道，他将以任何可能的方式在他的出生国奥地利和德国之间建立联盟。
奥地利第一共和国从1920年代末开始由基督教社会党（CS）主导，其经济政策基于教皇通谕《新事》。第一共和国在1933年逐渐解体，当时议会被解散，权力集中在总理办公室，总理有权通过法令进行统治。包括奥地利国家社会主义者在内的敌对政党被取缔，政府演变成一个结合了CS和准军事组织保安团的社团主义的一党政府。它控制劳资关系和新闻界。（见奥地利法西斯主义和爱国阵线）。新政权强调奥地利民族认同的天主教元素，并坚决反对与纳粹德国联合。
恩格爾伯特·陶爾斐斯和他的继任者库尔特·舒施尼格向贝尼托墨索里尼的法西斯意大利寻求灵感和支持。墨索里尼支持奥地利独立，主要是因为他担心希特勒最终会要求归还曾经由奥地利统治的意大利领土。然而，墨索里尼在埃塞俄比亚需要德国的支持（见第二次意大利-阿比西尼亚战争）。在得到希特勒个人保证德国不会向意大利寻求领土让步后，墨索里尼与柏林建立了合作关系，这始于1937年柏林-罗马轴心的形成。
阿道夫·希特勒在德国掌权之后，奥地利政府取消了德奥之间的经济联系。与德国一样，奥地利也要经历大萧条所产生的严重经济动荡，以及极高的失业率。同时奥地利丰富的原材料市场和劳动力也是德国人非常感兴趣的目标。希特勒在1925年撰写的《我的奋斗》中也明确指出，他准备通过任何可能的方式把自己的出生国奥地利和德国之间整合起来。20年代后期，奥地利共和国政治由基督教社会党主导，经济政策遵循天主教教皇利奧十三颁布的《新事》（拉丁語：Rerum novarum）。1933年之后，奥地利议会解散，包括奥地利纳粹党在内的反对党被禁止，政府形成一个社团主义的一党政府，即保安团（德语：Heimwehr）。这个政权着重强调奥地利的天主教元素，并反对与纳粹德国联合。奥地利政权的形式与意大利法西斯有一定的近似，奥地利总理陶尔斐斯因此希望得到墨索里尼的支持，墨索里尼一开始确实支持奥地利，但是意大利在埃塞俄比亚陷入战争后，墨索里尼必须强化与德国的关系，因此疏远了奥地利。
从1930年开始，奥地利纳粹党在希特勒支持下势力不断上扬。1933年3月，德国允许奥地利公民参加投票，不少群众前往德奥边境的帕绍，党卫军还举行了欢迎仪式。随后奥地利纳粹党开始执行恐怖主义政策，直接暗杀了总理陶尔斐斯。此事直接导致奥地利取缔纳粹党，并有众多纳粹党分子逃亡到德国。留在奥地利的纳粹分子继续进行恐怖袭击，导致800多人死亡。继任的总理舒施尼格继续镇压纳粹的政策，他麾下警察将纳粹党和社会民主党等反对派全部关押到拘留营中。舒施尼格也宣称“奥地利是一个更好的德语国家”并努力保持奥地利的独立状态。为了安抚强硬的舒施尼格，希特勒讲话称“德国无意干涉奥地利的内政或者吞并奥地利”。

## 通牒与公投
1936年，希特勒启动了四年计划，即在四年中大幅度增加军费开支，并使德国有能力在1940年应付一场世界大战。1937年开始，赫尔曼·戈林开始主导奥地利问题的解决，虽然戈林不像希特勒那样追求“德意志民族的生存空间”（德语：Lebensraum），但是他追求的“更大的经济空间”（德语：Grossraumwirtschaft）中奥地利同样是关键。戈林因此公开呼吁与奥地利的统一（德语：Anschluss）。1937年年中，希特勒明确了“武力”拿下奥地利的计划。
1938年2月，希特勒在贝希特斯加登会见了奥地利总理舒施尼格，舒施尼格力图避免德国接管奥地利，希特勒以此要挟舒施尼格同意他开出的条件，包括任命奥地利纳粹党要员当任政府职务，以及由纳粹的长期支持者赛斯·英夸特担任公共安全部长，即完全无限制地控制奥地利所有的警察。在希特勒的威逼之下，舒施尼格不得不全盘同意这些要求。
1938年3月，奥地利国内局势不见好转，舒施尼格决定在3月13日进行全民公决。为此，希特勒威胁将于公投开始前2天入侵奥地利，要求舒施尼格立即辞职并由英夸特取而代之。他的目标就是让英夸特主动向德国求援恢复秩序，这样的话德国的入侵将变得有合法性。作为缓兵之计，舒施尼格通知英夸特，称公投将取消。同时舒施尼格放弃了一党专制，将社会民主党和工会重新合法化，以此来抵消纳粹的影响。

## 兼并过程

### 入侵开始
3月11日，希特勒下达了最后通牒，要求舒施尼格将所有权力转交给奥地利纳粹党，没有得到回应。希特勒签署命令在下午1点正式入侵，但高层和军队仍然在等待最后的消息。当天晚间，舒施尼格宣布辞职。但总统威廉·米克拉斯并没有立刻任命英夸特为总理。3月12日黎明，德军正式进入奥地利境内，稍后，英夸特也被任命为总理，这样可以使德国的入侵更加“合理”和“和平”。
德国国防军第8軍團在3月12日上午越过德奥边境之后，受到了奥地利人的极大欢迎。由于事先准备仓促，因此各个单位之间协调性很差，不过奥地利政府已经宣布军队不会进行抵抗了。下午，希特勒和4,000名卫士越过德奥边境，旁晚时分到达林茨。对希特勒来说，民众如此盛大欢迎他们也是有些出乎意料的。原本希特勒有意让奥地利成为一个卫星国，不过看到民众如此的反响让他决定直接将奥地利并入纳粹德国之中。后来的大将海因茨·古德里安在他的回忆录《閃擊英雄》中如此回忆随军进入奥地利的过程：
自行動開始我就同第2裝甲師主力一起開進，而黨衛隊「阿道夫·希特勒」近衛師也從柏林趕到這裡，與第2裝甲師會合。車上懸掛彩旗和將坦克塗綠的做法，成效非常顯著。胸前掛滿勳章的第一次世界大戰的老兵們，站在路邊向我們揮手。只要我們的車子一停下來，他們馬上就會將花撒在車子上面，往士兵手中塞各種食物。

我們利用唯一一條通往林茨的公路向前開進。剛過12時，我們便到達林茨，拜會了當地的官員，匆忙吃了一點東西。正當我們要離開這裡，往聖珀爾滕方向前進時，我們遇到了黨衛隊領袖希姆萊和奧地利的兩位部長。他們告訴我，元首要在大約15時到達林茨，請我對沿著進城的公路到集市廣場一帶進行封鎖。於是，我讓前衛留在聖帕尔滕，將主力部署在公路、林茨市集廣場，對這裡進行封鎖。奧地利聯邦近衛軍也參加了這項封鎖任務。不久，公路和廣場上便擠滿了六萬多人。群情激奮，人聲鼎沸，熱烈歡迎德軍的到來。

差不多到黃昏時分，希特勒才來到林茨。我在進城的地方迎接他，目睹了他以凱旋般的姿態進入城市的全部經過，親耳聆聽了他在市政廳陽台上的演講。此刻所呈現的狂歡場景，是我人生中唯一經歷的一次。希特勒講話之後，便去看望在衝突中負傷的傷員，然後返回他的旅館。我到旅館向他報告，我將率部繼續向維也納前進。此時我看到，希特勒也為廣場上的熱烈場面所深深感動了。
3月13日上午，奧地利總統米克拉斯辭職，賽斯·英夸特為奧地利代理總統。隨後他簽署法律，宣布奧地利併入德國。下午，希特勒簽署法律，宣布英夸特簽署的法律成為德國法律，奧地利正式併入德國，這也使英夸特成為史上在職時間最短的國家元首之一。3月15日，希特勒抵达维也纳，大概有20万人聚集在英雄广场周围，聆听希特勒的演说。希特勒在演讲的结尾说道：
這些年的苦難讓我更加堅信德意志奥地利人在我們偉大的國家共同體（Volksgemeinschaft）框架內的價值。同時，這一重大事件的出色秩序和紀律證明了激勵這些人的思想的力量。因此在這個時刻，我可以向德意志人民報告，我一生中最偉大的命令已經執行：

身為德意志民族和帝國的元首兼總理，我現在向歷史報告，我的祖國已加入德意志帝國。

### 热烈欢迎

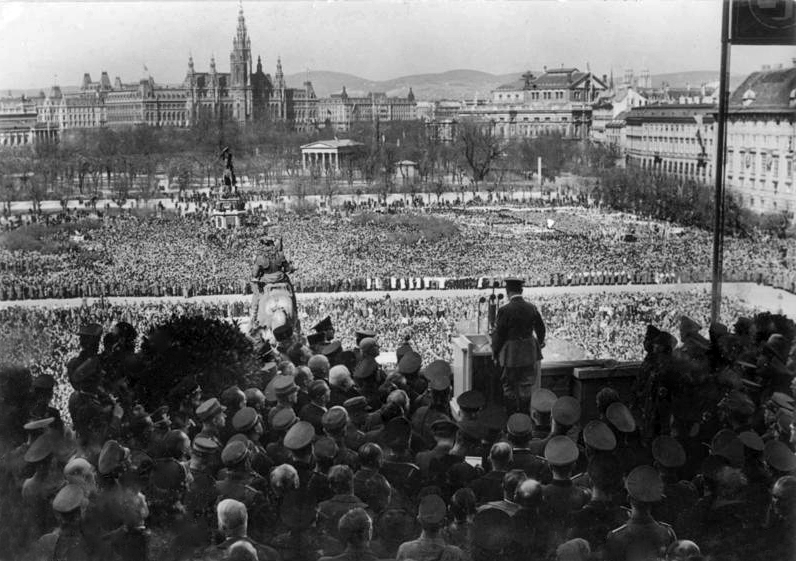
1938年3月15日，希特勒在维也纳英雄廣場发表演说

希特勒在合并奥地利之后，声望到达前所未有的高峰，因为他确实完成了众人期待已久的“大德意志”。希特勒的军队镇压了所有反对派，在第一名德国士兵越过边界之前，海因里希·希姆莱和几名党卫军军官已经进入维也纳，逮捕了第一共和国的重要代表，如理查德·施密茨、利奥波德·菲格尔、弗里德里希·希勒盖斯特和弗朗茨·奥拉。在德奥合并和公民投票之间的几周内，当局围捕了社会民主党人、共产党人、其他潜在的持不同政见者和奥地利犹太人，并将他们监禁或送往集中营。在3月12日之后的几天内，已有70,000人被捕。废弃的维也纳西北火车站被改造成临时集中营。公民投票受到纳粹的大规模宣传，并取消了大约360,000人（占合格投票人口的8%）的投票权，这些人主要是政敌，例如左翼政党的前成员和奥地利犹太人或吉普赛血统。

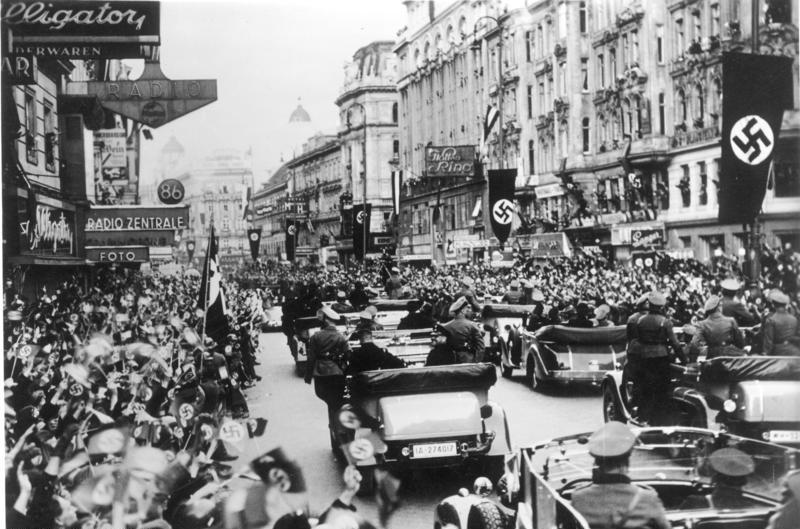
1938年3月維也納街頭的慶祝

奥地利人对德奥合并的支持是矛盾的。但是由于奥地利社会民主党领袖卡尔·伦纳和奥地利罗马天主教会最高代表红衣主教特奥多尔·因尼策都支持德奥合并，因此可以指望大约2/3奥地利人投票支持。公民投票的结果对奥地利人意味着什么永远是一个猜测的问题。然而历史学家普遍认为，这不能仅用机会主义或社会经济学的愿望来解释，它代表了两次世界大战期间奥地利真正的德国民族主义情绪。此外，奥地利普遍的反犹太主义共识意味着大量奥地利人已经准备好在“大德意志帝国”中“履行他们的职责”。有多少奥地利人闭门反对德奥合并仍然不得而知，但当德国人进军奥地利时，只有一张奥地利人在公开场合“不高兴的脸”。根据盖世太保的一些报道，只有1/4到1/3的维也纳选民支持德奥合并。在大多数农村地区，尤其是蒂罗尔州，对德奥合并的支持率更低。在纳粹德国存在期间，不超过1/3的奥地利人完全支持纳粹主义。根据奥地利政府的估计，如果投票年龄为24岁，大约70%的奥地利人会投票支持维护奥地利的独立。据估计，大约1/4的奥地利人支持纳粹党。
新上任的纳粹分子在两天内将权力移交给德国，国防军部队进入奥地利实施德奥合并。纳粹在接下来的一个月内在整个帝国举行了一次有控制的公民投票（Volksabstimmung），要求人民认可既成事实，并声称奥地利99.7561%的选票是赞成的。
不过盖世太保的一些报告中，指出维也纳只有四分之一到三分之一的居民支持合并。英夸特上任之后的头等大事就是把政权转交给德国。虽然德奥合并明显违反了凡尔赛条约，但是西方国家的反应都是相对温和的，不管是英国、法国还是一度支持奥地利独立的意大利。反而是墨西哥向德国提出了严正的抗议。

### 排猶運動

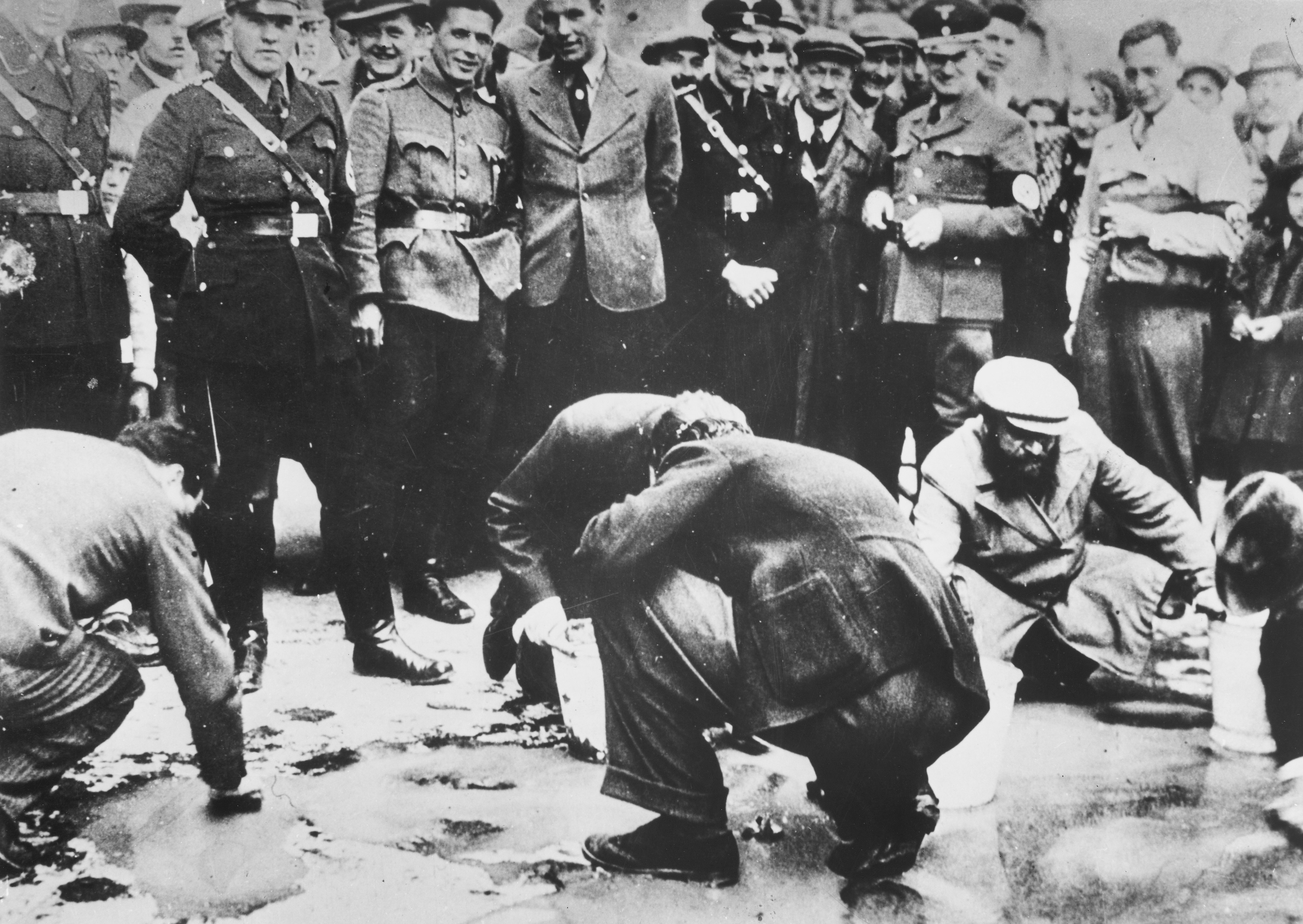
德奥合并后，奥地利当地的纳粹党和平民看着犹太人被强制清洗街面

德奥合并后，针对犹太人的运动立即开始。他们被驱赶穿过维也纳的街道，他们的家和商店被洗劫一空。从3月12日开始的几天内，大概有70,000人被捕，其中包括社会民主党人，共产党人，政治异议人士以及犹太人。他们被关押在由废弃的维也纳西北火车站改造的集中营中。由于公投最终没有举行，因此公投的结果也无从得知。不少奥地利高层人士如社会民主党领袖卡尔·伦纳等人都表态支持。奥地利各地普遍存在的反犹主义情绪也显著增加了与纳粹的亲近感。
德奥合并之后，犹太人的命运一落千丈，房屋和商店被洗劫一空。1938年11月9日到10日的水晶之夜中，维也纳和萨尔茨堡的所有犹太教堂和祈祷室全部被摧毁。犹太商店被打砸抢，6,000名犹太人被逮捕，并被送到达豪集中营。1941年9月开始，犹太人被彻底剥夺自由，几乎无法从事任何职业，无法进入学校学习，被迫佩戴黄色徽章。纳粹解散了犹太人的组织和机构，希望迫使犹太人移民。他们的计划成功了——到1941年底，130,000多名犹太人离开维也纳，其中30,000人前往美国。他们虽可以带走自己的财产，但需要向纳粹当局缴纳一大笔逃离税。一些人得到了国际援助组织的财政支持，因此他们可以缴纳这笔税款。
留下的犹太人命运更加悲惨，在集中营中的65,000名维也纳犹太人，最终只有不到2,000人幸存下来。大多数留在维也纳的犹太人最终成为大屠杀的受害者。

## 影響

### 独立地位的终结
奥地利自此不再成为一个独立的国家存在，直到二战末期。苏联红军解放维也纳之后，1945年4月27日，在卡尔·伦纳领导下的临时政府（由奥地利人民党（原基督教社会党的继承者）、社会民主党和共产党组成）成立，并立刻从法律上面废除了合并。奥地利的独立得到了盟军的法律承认，到1955年，奥地利国家条约签署之后，确立了奥地利重新作为主权国家的地位。

### Anschluss的意思
这次事件被大英百科全书及微软Encarta称为“吞并”，不少中文网页亦然。但在德语，Anschluss按照字面应该被理解为“连接”、“合併”、“合一”或是“政治联盟”。德语中只有Annektierung直接表示“军事占领”。奥地利在1938年3月的事件，无论在德国、奥地利或其他西方国家，通常都被称为Anschluss。在1996年德語正字法改革生效前，Anschluss在德语是写成Anschluß，请参看ß。Anschluss之性质，非常视乎奥地利如何看待她的历史及其对历史的责任。

### 在納粹德國内
在第二次世界大戰期間，奧地利對納粹德國的戰爭機器提供了關鍵支持。自1938年德奧合併以來，約有150萬奧地利人服役於德國國防軍與武裝親衛隊，其中許多人參與了侵略戰爭與大屠殺行動。奧地利人在黨衛隊與蓋世太保中的比例遠高於其人口佔比，像艾希曼與卡爾滕布倫納等核心納粹人物皆為奧地利人。此外奧地利也是德國重要的軍工與物資基地，大量工廠如施泰爾兵工廠為納粹提供武器、彈藥與載具。其中的知名军政人物有：
- 阿道夫·希特勒
- 阿图尔·赛斯-英夸特
- 奧托·斯科爾茲內
- 恩斯特·卡尔滕布伦纳
- 歐的洛·格洛博奇尼克（英语：Odilo Globocnik）
- 阿蒙·戈特
- 洛塔尔·伦杜利奇
- 阿尔弗雷德·冯·胡比基骑士（英语：Alfred Ritter von Hubicki）
- 亚历山大·勒尔
- 弗朗茨·伯梅
- 阿道夫·艾希曼
- 亞歷山大·勒爾
- 海因里希·哈勒

### 中歐的變化

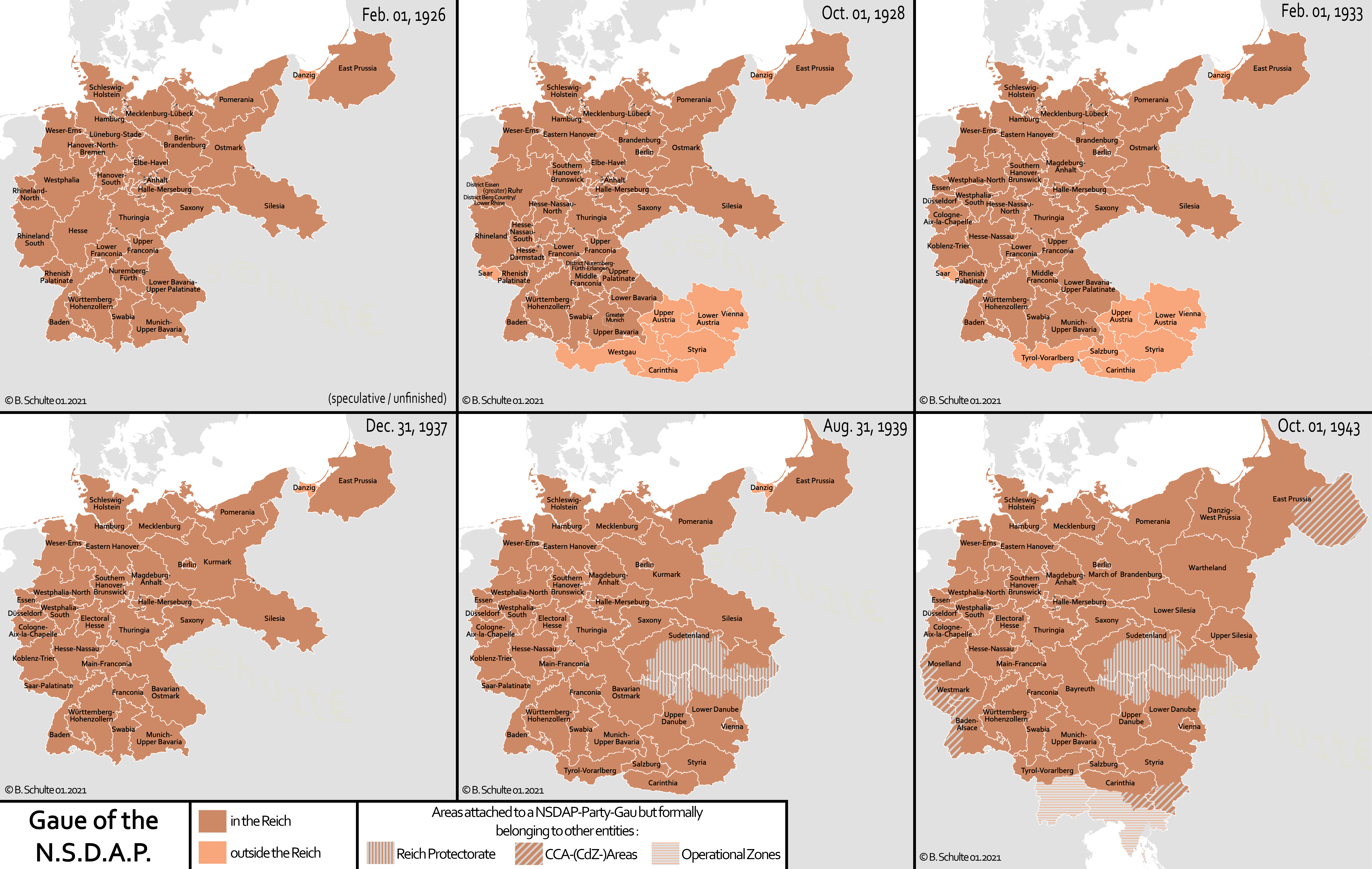
纳粹德国行政区划变化

德意志合并是奥地利出生的希特勒希望建立一个大德意志帝国的第一步，其中包括所有德意志民族以及德意志帝国在第一次世界大战后失去的所有土地和领土。尽管奥地利在种族上主要是德意志人，并且在1806年解散之前一直是神圣罗马帝国的一部分，在奥普战争失败后一直是德意志邦联的一部分，直到1866年，但它从未成为德意志帝国的一部分。奥托·冯·俾斯麦带来的德国统一于1871年创建了普鲁士主导的实体，而普鲁士争夺德意志各邦统治地位的竞争对手奥地利被明确排除在外。
在1938年吞并奥地利之前，纳粹德国已将莱茵兰地区重新军事化，萨尔地区在占领15年后通过公民投票回归德国。德奧合併之后，希特勒将目标锁定在捷克斯洛伐克，引发了一场国际危机，导致1938年9月达成慕尼黑协定，让纳粹德国控制了工业化的苏台德地区，该地区以德裔人口为主。1939年3月，希特勒随后通过承认斯洛伐克的独立并使该国其他地区成为保护国，从而瓦解了捷克斯洛伐克，同年梅梅尔被从立陶宛收回。
随着德奥合并，奥地利共和国不再作为一个独立国家存在。第二次世界大战结束时，保守派、社会民主党和共产党于1945年4月27日成立了由卡尔·伦纳领导的奥地利临时政府（当时维也纳已被红军占领）。它在同一天取消了德奥合并，并在接下来的几个月里得到了盟军的合法承认。1955年奥地利国家条约使奥地利重新成为一个主权国家。

### 第二共和國

#### 莫斯科宣言
1943年由美國、蘇聯與英國簽署的《莫斯科宣言》中包含一項〈關於奧地利的宣言〉，其中寫道：
英國、蘇聯與美國政府一致認為，奧地利是第一個成為希特勒侵略犧牲品的自由國家，應當從德國的統治中解放出來。

他們視1938年3月15日德國強加於奧地利的併吞為無效，並認為自那以後對奧地利所作的任何變更均不具約束力。他們宣示希望恢復一個自由與獨立的奧地利，藉此為奧地利人民與其他面臨類似問題的鄰國開啟通往政治與經濟安全的道路，因為那是持久和平的唯一基礎。

但奧地利也被提醒，對於與納粹德國並肩參與戰爭的行為，她無法推卸責任，而最終和解時，將不可避免地考慮她對自身解放的貢獻。該宣言主要具有宣傳作用，旨在激勵奧地利抵抗運動。儘管有部分奧地利人協助猶太人，並被列為國際義人，但奧地利並未出現如其他納粹佔領下的歐洲國家那般有效的武裝抵抗運動。
儘管有此宣言，在紐倫堡審判中，關於「規劃吞併奧地利」是否構成侵略罪的認定為否。例如在對恩斯特·卡爾騰布倫納的判決中（他最終仍因其他戰爭罪被判死刑），法庭指出：「雖然吞併行為屬於侵略行動，但並未指控其為侵略戰爭。」而在多數案例中，這種區別意義不大，因為負責策畫吞併的納粹官員不是已經死亡，就是另因侵略他國行為被定罪。阿圖爾·塞斯-英夸特皆因支持奧地利納粹與吞併行動，在第一項罪名（共謀發動侵略戰爭）中遭到起訴，但最終皆未在此項罪名上被定罪。對帕彭的無罪判決中，法庭認為其行為在政治上可能不道德，但未違反國際法庭的憲章。塞斯-英夸特則因其在波蘭與荷蘭所犯下的戰爭罪行被判死刑並處決。

#### 受害者理論

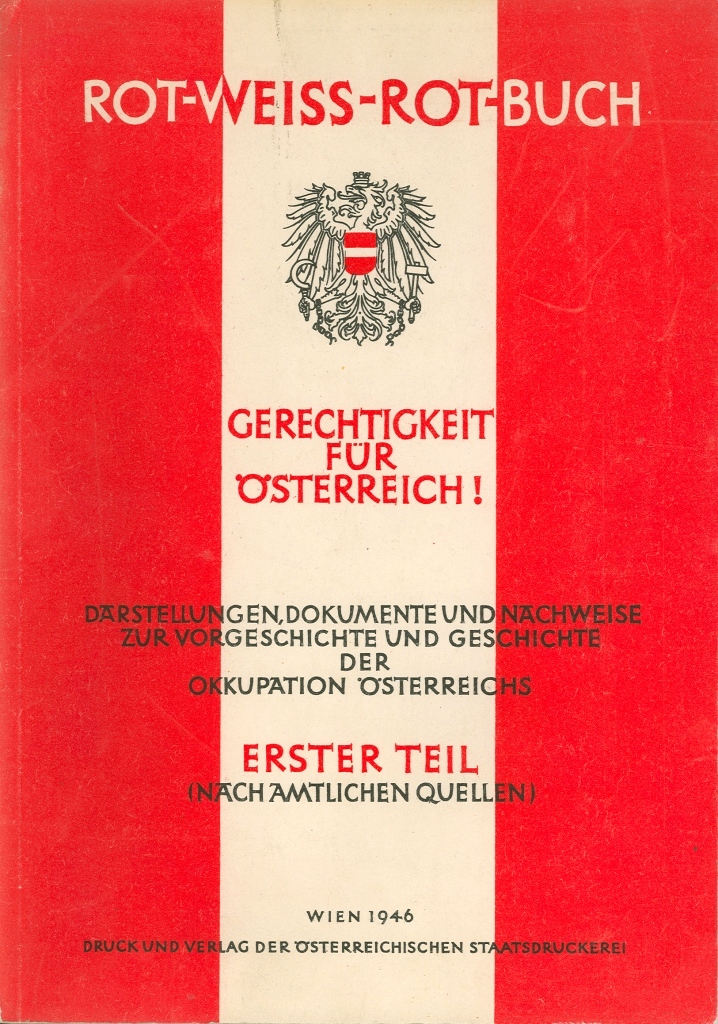
1946年奧地利外交部出版的《紅－白－紅之書》，由第二共和奠基者撰寫，描述1938至1945年間的歷史事件

自1949年至1988年間，許多奧地利人在「奧地利是納粹的第一個受害者」（Opferthese）這一觀點中尋求安慰。儘管納粹黨被迅速取締，奧地利卻未如德國般實施徹底的非納粹化過程。由於缺乏外來的政治改革壓力，奧地利社會中的某些群體長期以來試圖推動這樣一種說法：
德奧合併「只是被刺刀所迫的吞併行動」。
對1938年事件的這種觀點深植於盟軍佔領奧地利的十年歷史及奧地利重獲主權的掙扎過程之中：「受害者理論」在與蘇聯談判奧地利國家條約過程中扮演了重要角色。奧地利政治人物藉助莫斯科宣言的立場，大力主張奧地利應有別於被分裂為東西德的處境。國家條約與其後奧地利宣布永久中立，成為往後數十年間奠定奧地利獨立民族身份的重要里程碑。
為避免重演第一共和時期的激烈衝突，左右兩派政治人物試圖和解，對奧地利納粹主義與納粹時期奧地利角色的討論則被廣泛迴避。儘管如此，奧地利人民黨（ÖVP）曾主張，建立道爾夫斯獨裁政權是為了維護奧地利的獨立。而奧地利社會民主黨（SPÖ）則認為，道爾夫斯的獨裁剝奪了國家抵抗希特勒所需的民主資源；但這種論述卻忽視了希特勒本人是奧地利出生的事實。
此一受害者觀點也促使奧地利人逐漸建構起一個獨立於德國之外的民族身份。在第二次世界大戰及納粹德國垮台之後，泛德意志主義逐漸失勢，如今在多數德語國家中被視為禁忌。與20世紀初奧地利人多自認為是德意志民族的一部分不同，到1987年，僅有6%的奧地利人自認為是「德國人」。根據2008年的一項調查，82%的奧地利人認為自己是個獨立的民族。

### 政治事件

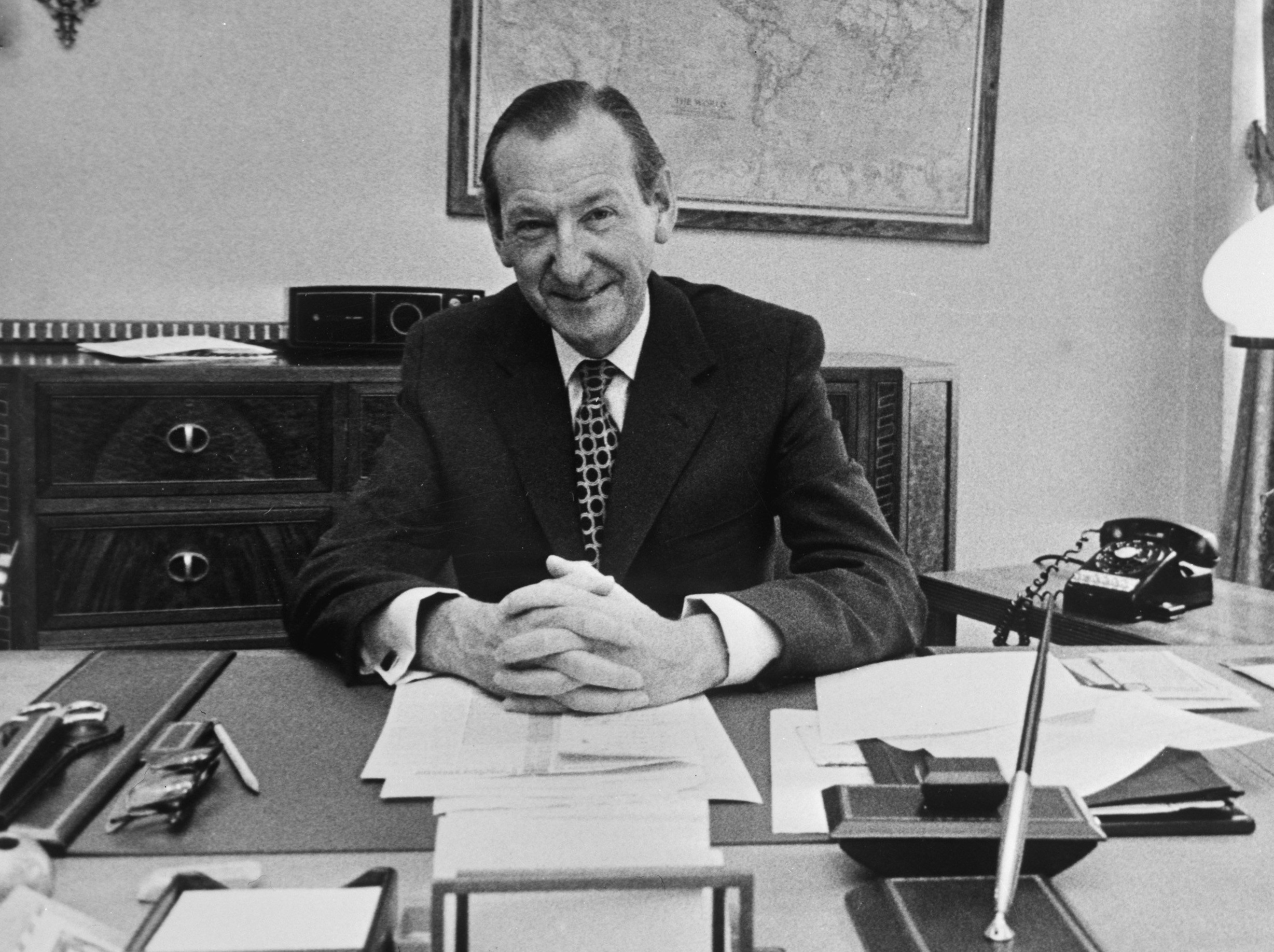
戰後的奧地利總統及聯合國秘書長庫爾特·瓦爾德海姆曾在德國國防軍E集團軍擔任過4年的參謀官，美國司法部宣佈，根據調查，發現其在戰爭期間曾犯下諸多戰爭罪行，因此聯邦法規禁止他進入美國。 這是國家元首第一次被列入移民觀察名單

在長達數十年的時間裡，「受害者理論」在奧地利幾乎未受到質疑。公眾甚少被迫正視納粹德國的歷史遺產。少數例外情況之一發生在1965年：經濟史教授塔拉斯·博羅達伊克維奇（Taras Borodajkewycz）在恩斯特·基希韋格（Ernst Kirchweger）去世後發表反猶言論，引發抗議。基希韋格是一名集中營倖存者，在暴力示威中遭一名右翼抗議者殺害。然而，直到1980年代，奧地利人才開始大規模面對自己複雜的歷史過去。引發所謂「面對過去的掙扎」（Vergangenheitsbewältigung）的導火索是「瓦爾德海姆事件」。
庫爾特·瓦爾德海姆是1986年奧地利總統選舉候選人，曾任聯合國秘書長。在競選期間，他被指控曾是納粹黨與衝鋒隊（SA）的成員，並與戰爭罪行有關。後來調查認定他未直接參與任何戰爭罪。瓦爾德海姆事件掀起奧地利首次嚴肅探討其過去與德奧合併的討論。
另一個觸發因素是1980年代約爾格·海德爾（Jörg Haider）與奧地利自由黨（FPÖ）的崛起。該黨自1955年成立以來便融合了泛德意志右翼與自由市場經濟理念，但在1986年海德爾出任黨主席後，自由派元素逐漸被邊緣化。海德爾開始公開使用民族主義與反移民言論。他因主張民族（völkisch）定義的國家利益（如「奧地利是奧地利人的」）而受到批評，也因為對奧地利過去的辯護——例如稱武裝親衛隊成員為「有榮譽的人」——而爭議不斷。
該黨在1990年代的選舉中支持率大幅上升，並於1999年奧地利國會選舉中達到高峰。隨後自由黨與奧地利人民黨（ÖVP）聯合組閣，時任人民黨領袖為沃爾夫岡·許塞爾（Wolfgang Schüssel）。2000年這一聯合政府的成立引發國際譴責，也促成了定期的「星期四示威」（Donnerstagsdemonstrationen），抗議活動多在英雄廣場（Heldenplatz）舉行——這裡正是當年希特勒進入維也納時向群眾發表演說的地點。
海德爾的策略與言論，常被批評帶有納粹同情色彩，迫使奧地利社會重新審視其歷史。其聯合政府夥伴、時任總理許塞爾在2000年接受《耶路撒冷郵報》訪問時，再次重申「第一個受害者」理論。